# سادائو ناکاجیما
سادائو ناکاجیما (به ژاپنی: 中島貞夫 Nakajima Sadao)؛ (زادهٔ ۸ اوت ۱۹۳۴) کارگردان فیلم و فیلم‌نامه‌نویس اهل ژاپن است. از فیلم‌های وی می‌توان به توطئه سانادا نوبوشیکه (۱۹۷۹) اشاره کرد.